# Wittchen
Wittchen – polskie przedsiębiorstwo produkujące galanterię skórzaną, notowane na Giełdzie Papierów Wartościowych w Warszawie.
Spółka jest firmą rodzinną utworzoną w 1990 roku i do dziś zarządzana jest przez jej założyciela Jędrzeja Wittchena.

## Historia

### Powstanie przedsiębiorstwa
W latach 80. Jędrzej Wittchen, wtedy student geografii, zorganizował wyjazd zagraniczny pod pretekstem prowadzenia badań na Saharze. Zapoczątkowało to jego pasję do podróży. Zwiedził, między innymi, Francję, Egipt i Maroko. Na przełomie lat 1989/90 wrócił do kraju w celu założenia własnej firmy. Jego powrót zbiegł się ze świętami Bożego Narodzenia, dlatego będąc jeszcze w Malezji zakupił wyroby skórzane, licząc, że uda mu się je sprzedać jako dobre pomysły na prezenty. Produkty cieszyły się dużym zainteresowaniem i tak narodził się pomysł na założenie firmy produkującej galanterię skórzaną. W osiągnięciu sukcesu pomogła marce jej nazwa: nazwisko Wittchena przez konotacje z językiem niemieckim kojarzyło się z luksusem.

### Kalendarium
- 1990 – powstanie przedsiębiorstwa w Poznaniu[5].
- 1991 – wejście na rynek pierwszej kolekcji galanterii skórzanej z linii Italy− do dziś obecnej na rynku[1],
- 1998 – wprowadzenie nowej kolekcji galanterii skórzanej Da Vinci[1],
- 2000 – otwarcie nowej siedziby przedsiębiorstwa w Kiełpinie. Obiekt o powierzchni ponad 3000 m² mieści pomieszczenia biurowe oraz showroom (sala Da Vinci),
- 2001 – tworzenie własnej sieci detalicznej, otwarcie pierwszego salonu firmowego w Warszawie,
- 2003-2004 – intensywny rozwój asortymentu m.in. o bagaż, parasole, apaszki i torebki,
- 2005 – rozwój eksportu, główne kierunki to Rosja, Białoruś, Ukraina; powstanie pierwszego salonu za granicą[6],
- 2006 – powstanie sklepu internetowego Wittchen,
- 2010 – przekształcenie ze spółki z ograniczoną odpowiedzialnością w spółkę akcyjną,
- 2011 – otwarcie centrum logistycznego o powierzchni 5100 m², w Palmirach koło Warszawy; wprowadzenie do oferty kolekcji perfum damskich i męskich,
- 2013 – otwarcie setnego salonu stacjonarnego Wittchen,
- 2015 – debiut spółki na Giełdzie Papierów Wartościowych[7],
- 2015 – według Raportu KPMG, Wittchen wymieniany jako jedna z najlepiej rozpoznawalnych marek w segmencie marek luksusowych w Polsce[8],
- 2016 – otwarcie pierwszego salonu Wittchen Travel – salonu wyłącznie z ofertą bagażową[9].

Spółka jest zakładem pracy chronionej. Wspiera Specjalny Ośrodek Szkolno-Wychowawczy dla Dzieci Niewidomych im. Róży Czackiej w Laskach.

## Oferta
Historia Wittchen rozpoczęła się od sprzedaży galanterii skórzanej. Na tego rodzaju produktach opierają się kolekcje bazowe, takie jak: Da Vinci, Italy czy Arizona. Obecnie Wittchen posiada szeroką ofertę produktów. Należą do niej m.in. torebki, szale i apaszki, czapki, rękawiczki, obuwie, paski, krawaty, a także kolekcje bagażu i parasoli. Kolekcje dzielą się na stałe – dostępne przez cały rok oraz sezonowe – pojawiające się wiosną oraz jesienią.
Wittchen posiada ponad 100 salonów w Polsce, Czechach, Rosji, na Ukrainie i Białorusi oraz sklep internetowy. Kolekcje dostępne w poszczególnych krajach różnią się wzorami.